# سیاست انرژی در مالزی

میزان مصرف انرژی بر اساس منبع مصرف، مالزی

سیاست انرژی مالزی (به انگلیسی: Energy policy of Malaysia) توسط دولت مالزی تعیین می‌شود که به امور تولید، توزیع و مصرف انرژی می‌پردازد. اداره برق و گاز به عنوان نهاد نظارتی اقدامات لازم را تدارک می‌بیند در حالی که سایر عوامل در بخش انرژی شامل شرکت‌های تأمین و خدمات انرژی، موسسات تحقیق و توسعه و مصرف‌کنندگان هستند. شرکت‌های مرتبط با دولت پتروناس و تناگا ناسیونال برهاد عوامل اصلی در بخش انرژی مالزی هستند.
سازمان‌های دولتی که به این سیاست کمک می‌کنند شامل وزارت انرژی، فناوری زیست‌محیطی و آب، کمیسیون انرژی و مرکز انرژی مالزی هستند. از جمله اسنادی که این سیاست بر اساس آن استوار است، مصوبه توسعه نفت ۱۹۷۴، سیاست ملی نفت ۱۹۷۵، سیاست ملی تحلیل رفتن منابع ۱۹۸۰، مصوبه تأمین برق ۱۹۹۰، مصوبات تأمین گاز ۱۹۹۳، مقررات برق ۱۹۹۴، آیین‌نامه تأمین گاز ۱۹۹۷ و مصوبه کمیسیون انرژی ۲۰۰۱ می‌باشند.